# I. Lajos orléans-i herceg
I. Lajos (Párizs, 1372. március 13. – Párizs, 1407. november 23.), franciául: Louis d'Orléans, francia királyi herceg, az első (formális) házassága révén I. (Anjou) Mária királynőnek, Magyarország királyának az első férje. A Capeting-ház Valois ágának a tagja.

## Élete
V. (Bölcs) Károly francia királynak és Johannának, Bourbon hercegnőjének a másodszülött fia.
Lajost 1374. augusztus 10-én eljegyezték Anjou Katalin magyar királyi hercegnővel, I. Lajos magyar király idősebb lányával. „V. Károly 1378-ban azt írta Lajos magyar királynak szóló utolsó levelében, hogy ifjabbik fiát, Lajos orléans-i herceget már kétéves kora óta a magyar trónra szánta.”
„Másként fogalmazva: ha Katalin és Lajos orléans-i herceg a nápolyi trónt öröklik, akkor Mária férje lesz majd Nagy Lajos örököse Magyar- és Lengyelországban.” „Csak a lengyelek követelése indította arra, hogy a két koronát elválassza egymástól? Abból, hogy Zsigmondot küldte Lengyelországba, úgy tűnik, hogy őt akarta megtenni lengyel királynak. Valószínűnek látszik az is, Hedvig és Vilmos magyarországi jogcímének elismertetését a zólyomi lengyel követelés, illetve annak teljesítése miatt határozta el. Egyik megállapítás sem biztos.”
A házassági tervek mindaddig működtek, ameddig mindegyik lány életben volt. A legidősebb, Katalin azonban 1378-ban meghalt, és ezzel a francia házasság kútba esett. A francia–magyar szerződés ugyan biztosította, hogy Katalin halála esetén a soron következő lány, ez esetben (ifjabb) Mária lépjen nővére helyére, de a folytatás mindkét fél részéről elakadt. Nagy Lajos sem ajánlotta föl egy másik lányát, hogy a francia szövetséget fenntartsa, de 1378-tól Franciaország és Magyarország eltérő politikát folytatott, hogy az immár kettős pápaválasztás során a (törvényes) római (Nagy Lajos) vagy az avignoni (ellen)pápát (V. Károly) támogatja. A francia házasságot így sokáig jegelték, és végül Katalin jegyesét legidősebb húga, Mária, már mint királynő "örökölte" meg 1385-ben. Ebben az évben korábbi jegyesét, Zsigmondot ejtették, és néhány hónapig papíron Lajos lett Mária királynő első férje, azonban sohasem teljesedett be ez a házasság.

## Gyermekei
- 1. (formális) feleségétől, I. (Anjou) Mária (1371–1395) magyar királynőtől, nem születtek gyermekei, elváltak
- 2. feleségétől, Visconti Valentina (1366–1408) milánói hercegnőtől, 8 gyermek:
  - N. (fiú) (Párizs, 1390. március 25. – fiatalon)
  - Lajos (Párizs, 1391. május 26. – 1395)
  - János (1393. szeptember – Vincennes, 1393. október 31. előtt)
  - Károly (1394–1465), I. Károly néven Orléans hercege, 1. felesége Valois Izabella (1389–1409) francia királyi hercegnő, VI. Károly francia király lánya, 1 leány, 2. felesége Bona (1395–1435) armagnaci grófnő, nem születtek gyermekei, 3. felesége Mária (1426–1486) klevei hercegnő, 3 gyermek, 1 leány az első házasságából, 3 gyermek a harmadik házasságából, többek között:
    - (3. házasságából): Valois Mária orléans-i hercegnő (1457–1493)
    - (3. házasságából): XII. Lajos francia király (1462–1515)

  - Fülöp (1396–1420), Vertus és Porcien grófja, nem nősült meg, 1 természetes fiú:
    - Vertus-i Fülöp (–1445 előtt), Blois kormányzója

  - Mária (Coucy, 1401. április – fiatalon)
  - János (1400–1467), Angoulême és Périgord grófja, felesége Margit (–1497) rohani grófnő, 3 gyermek+1 természetes fiú, többek között:
    - I. Károly (1459–1496), Angoulême grófja, felesége Lujza (1476–1531) savoyai hercegnő, 2 gyermek a házasságából+3 természetes gyermek, többek között:
      - Angoulême-i Margit navarrai királyné (1492–1549)
      - I. Ferenc francia király (1494–1547)

  - Margit (1406–1466), férje Richárd (1395–1438), Étampes grófja, V. János breton herceg fia, 7 gyermek, többek között:
    - II. Ferenc breton herceg (1433–1488)
- Ágyasától, Enghieni Jolán (Marietta) úrnőtől, 1 fiú:
  - János (1402–1468), Dunois és Longueville grófja, 1. felesége Louvet-i Mária (–1437), nem születtek gyermekei, 2. felesége Harcourt-i Mária (–1464), Montgomery bárónője, 5 gyermek